# 사티니역
사티니역(프랑스어: Gare de Satigny)은 스위스 제네바주 사티니 지자체에 있는 기차역이다. 스위스 연방 철도의 표준궤 리옹-제네바선의 중간 정류장이다.

## 운행편
다음 서비스는 사티니에서 정차한다.
- 레만 익스프레스 :
  - L5 : 라플란과 제네바-코르나방 사이를 운행
  - L6 : 벨그라드와 제네바-코르나방 사이를 운행